# Colachon
Le colachon, en italien colascione (ou calascione, italien : [kolaˈʃʲoːnɛ], parfois nommé liuto della giraffa (luth-girafe) en référence à son long manche) est un instrument à cordes pincées de la fin de la Renaissance et du début de la période baroque,,, avec une caisse de résonance semblable à celle d'un luth et un très long manche. Il était principalement utilisé dans le sud de l'Italie. Il comporte trois à six cordes formant un accord de quinte.
On peut noter de grandes similarités entre le colachon et des instruments comme le dotâr ou le saz.
Dans la littérature, le colachon est souvent confondu avec le calichon, une version plus grave de la mandore.

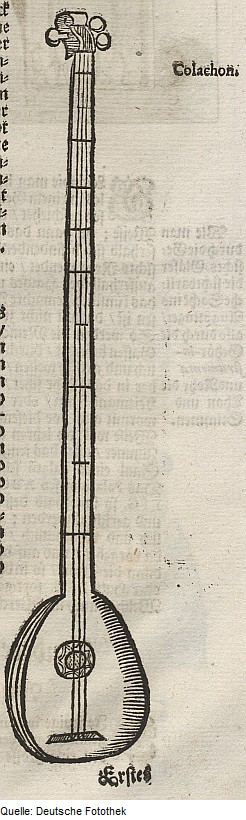
Image de colachon d'après une gravure sur bois de la Deutsche Fotothek
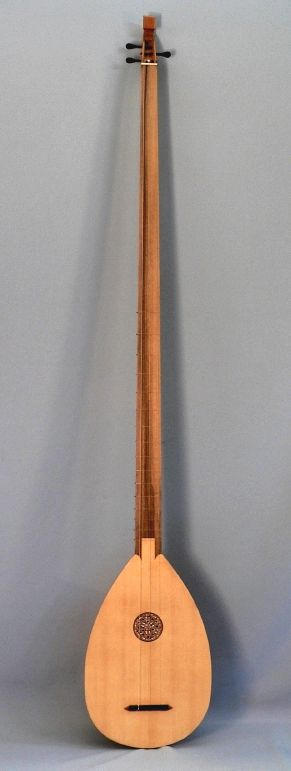
Une copie moderne
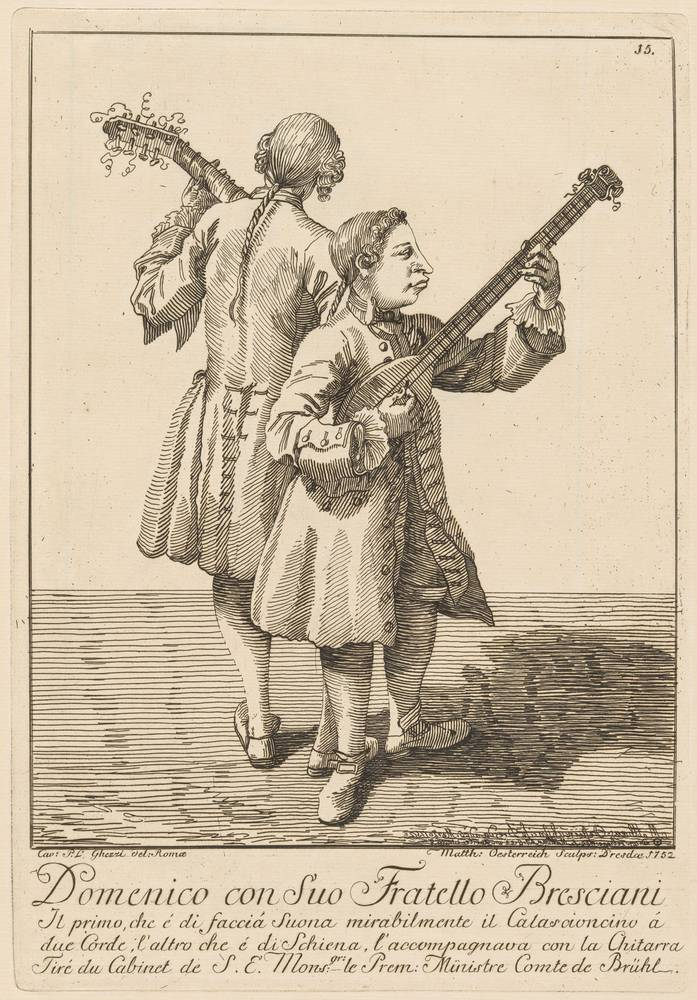
Domenico Colla et son frère, qui firent une tournée en Europe dans les années 1760, jouant du colachon et du colascioncino.
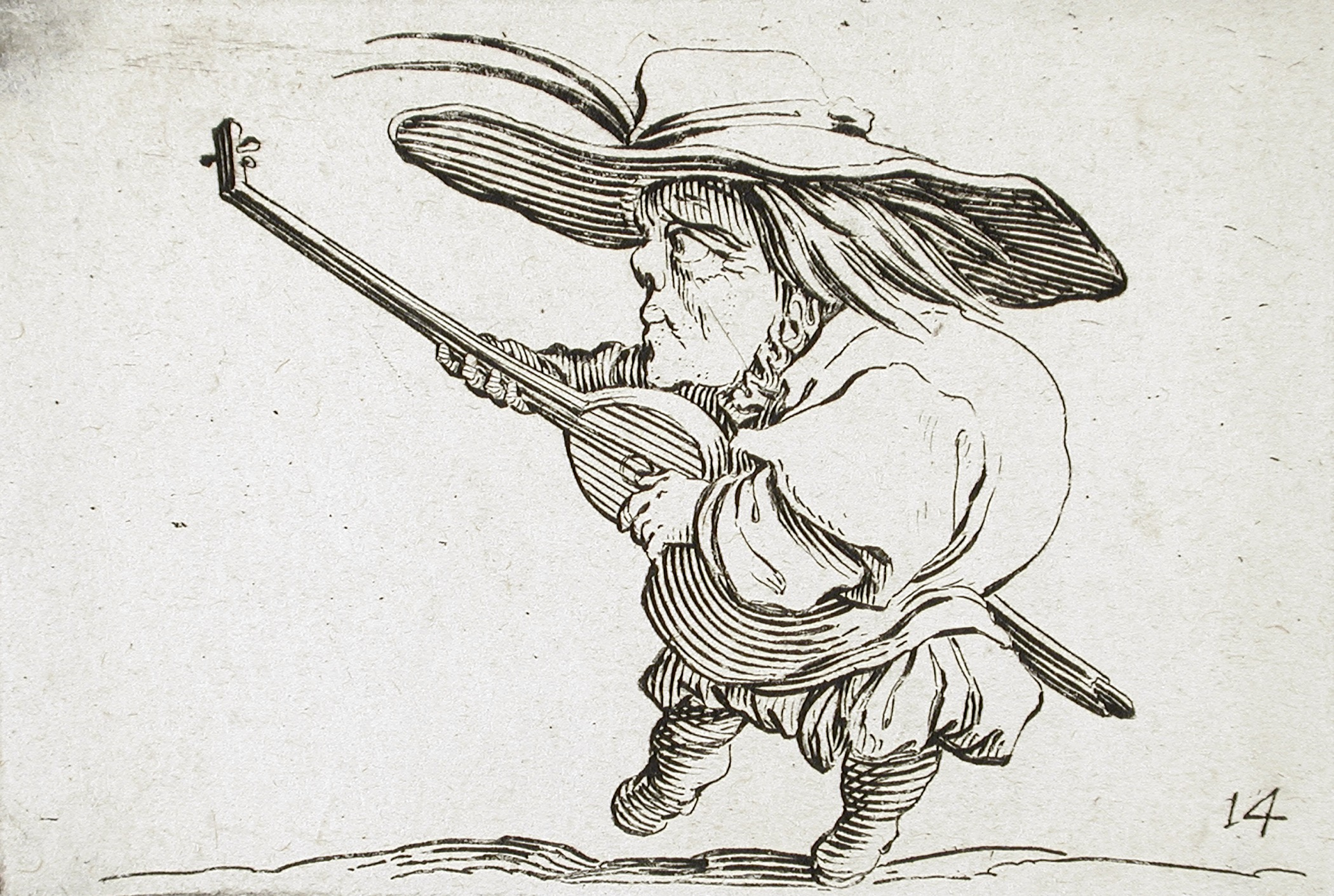
Colachon sur une illustration française, 1616.

## Colascioncino
Une plus petite version de cet instrument a existé, appelé le colascioncino (ou colascione piccolo pour petit colachon), avec des cordes de 50 à 60 centimètres de longueur (la longueur d'une corde de colachon étant comprise entre 100 et 130 centimètres). 